# Robert Bischoff
Pour les articles homonymes, voir Bischoff.

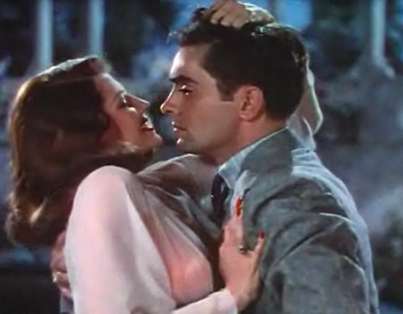
Rita Hayworth et Tyrone Power, dans Arènes sanglantes (1941)

Robert William Bischoff — né le 28 janvier 1899 à Denver (Colorado), mort le 12 mai 1945 à Bethesda (Maryland) — est un monteur américain, généralement crédité Robert Bischoff (parfois Robert W. Bischoff ou R. W. Bischoff).

## Biographie
Robert Bischoff contribue au cinéma comme monteur de trente-trois films américains — produits par la Fox ou la Paramount —, depuis le western muet Tom l'intrépide de Lewis Seiler (1927, avec Tom Mix et Carmelita Geraghty) jusqu'à The Meanest Man in the World de Sidney Lanfield (1943, avec Jack Benny et Priscilla Lane), sorti deux ans avant sa mort prématurée en 1945, à 46 ans.
Entretemps, citons parmi ses films notables La Foire aux illusions d'Henry King (1933, avec Janet Gaynor et Will Rogers), La Fille du bois maudit d'Henry Hathaway (1936, avec Sylvia Sidney et Fred MacMurray), Le Signe de Zorro de Rouben Mamoulian (1940, avec Tyrone Power et Linda Darnell), ou encore Les Pionniers de la Western Union de Fritz Lang (1941, avec Robert Young et Randolph Scott).

## Filmographie partielle
- 1927 : Tom l'intrépide (The Last Trail) de Lewis Seiler
- 1928 : Hello Cheyenne d'Eugene Forde
- 1932 : Rackety Rax d'Alfred L. Werker
- 1933 : Adorable (titre original) de William Dieterle
- 1933 : La Foire aux illusions (State Fair) d'Henry King
- 1934 : Cœur de tzigane (Caravan) d'Erik Charell
- 1935 : À travers l'orage (Way Down East) d'Henry King
- 1935 : George White's 1935 Scandals
- 1936 : Bonne Blague (Wedding Present) de Richard Wallace
- 1936 : La Fille du bois maudit (The Trail of the Lonesome Pine) d'Henry Hathaway
- 1937 : Sa dernière carte (Her Husband Lies) d'Edward Ludwig
- 1937 : Deux femmes (John Meade's Woman) de Richard Wallace
- 1939 : Sherlock Holmes (The Adventures of Sherlock Holmes) d'Alfred L. Werker
- 1939 : Susannah (Susannah of the Mounties) de William A. Seiter et Walter Lang
- 1940 : Johnny Apollo d'Henry Hathaway
- 1940 : Le Signe de Zorro (The Mark of Zorro) de Rouben Mamoulian
- 1940 : L'Oiseau bleu (The Blue Bird) de Walter Lang
- 1940 : L'Odyssée des Mormons (Brigham Young) d'Henry Hathaway
- 1941 : Confirm or Deny d'Archie Mayo et Fritz Lang
- 1941 : Les Pionniers de la Western Union (Western Union) de Fritz Lang
- 1941 : Arènes sanglantes (Blood and Sand) de Rouben Mamoulian
- 1942 : Six destins (Tales of Manhattan) de Julien Duvivier
- 1943 : The Meanest Man in the World de Sidney Lanfield